# خوخ أحمر الثمار
خوخ أحمر الثمار أو برقوق أحمر الثمار (الاسم العلمي:Prunus erythrocarpa) هو نوع من النباتات يتبع جنس الخوخ من الفصيلة الوردية. تم وصف هذا النوع من النبات علمياً لأول مرة من قبل (Nevski) Gilli سنة 1966.